# Большое Деревенское
Большое Деревенское — посёлок в Гурьевском городском округе Калининградской области. Входил в состав Кутузовского сельского поселения.

## История
В 1950 году Зензен был переименован в поселок Большая Деревня, в 2008 году — в Большое Деревенское.
В 1,5 км юго-западнее Зензена находился господский двор Дункерсхёфен, известный с начала XVI века.

## Население
| 2002 | 2010 |
| ---- | ---- |
| 13   | ↗17  |